# 乙巳士禍
乙巳士禍（：／）是朝鮮王朝的一場士禍，發生於1545年（明宗即位年）。因該年是乙巳年，故而得名。
1545年，支持王世子（仁宗）的尹任一派以及支持慶原大君（明宗）的尹元衡一派因為王位繼承而引發的明爭暗鬥，又因替趙光祖平反之事而將士林派大臣捲入其中，之後因為明宗繼位，尹元衡、鄭順明等人誣告「大尹」尹任及士林派大臣柳灌等叛逆謀反，尹任等人被賜死，小尹派獲得勝利。
接著尹元衡一黨又誣告宗親桂林君以及當時王子中最有人望的鳳城君（中宗庶子）企圖與尹任等大臣合作反逆，故將鳳城君流放慶尚道蔚珍，途中發病，移配江原道，1547年賜死，大臣柳灌、柳仁淑也遭賜死。